# Landkreis Konstanz
Landkreis Konstanz is een Landkreis in de Duitse deelstaat Baden-Württemberg. Op 31 december 2020 telde de Landkreis 286.876 inwoners op een oppervlakte van 817,97 km². Kreisstadt is de gelijknamige stad.

## Steden en gemeenten
Steden
1. Aach
2. Engen
3. Konstanz
4. Radolfzell am Bodensee
5. Singen (Hohentwiel)
6. Stockach
7. Tengen

Overige gemeenten
1. Allensbach
2. Bodman-Ludwigshafen
3. Büsingen am Hochrhein
4. Eigeltingen
5. Gaienhofen
6. Gailingen am Hochrhein
7. Gottmadingen
8. Hilzingen
9. Hohenfels
10. Moos
11. Mühlhausen-Ehingen
12. Mühlingen
13. Öhningen
14. Orsingen-Nenzingen
15. Reichenau
16. Rielasingen-Worblingen
17. Steißlingen
18. Volkertshausen

Alb-Donau-Kreis · Baden-Baden · Biberach · Bodenseekreis · Böblingen · Breisgau-Hochschwarzwald · Calw · Emmendingen · Enzkreis · Esslingen · Freiburg im Breisgau · Freudenstadt · Göppingen · Heidelberg · Heidenheim · Heilbronn (stad) · Landkreis Heilbronn · Hohenlohe · Karlsruhe (stad) · Landkreis Karlsruhe · Konstanz · Lörrach · Ludwigsburg · Main-Tauber-Kreis  · Mannheim · Neckar-Odenwald-Kreis · Ortenaukreis · Ostalbkreis · Pforzheim · Rastatt · Ravensburg · Rems-Murr-Kreis · Reutlingen · Rhein-Neckar-Kreis · Rottweil · Schwäbisch Hall · Schwarzwald-Baar-Kreis · Sigmaringen · Stuttgart · Tübingen · Tuttlingen · Ulm · Waldshut · Zollernalbkreis
Aach · Allensbach · Bodman-Ludwigshafen · Büsingen · Eigeltingen · Engen · Gaienhofen · Gailingen am Hochrhein · Gottmadingen · Hilzingen · Hohenfels · Konstanz · Moos · Mühlhausen-Ehingen · Mühlingen · Öhningen · Orsingen-Nenzingen · Radolfzell am Bodensee · Reichenau · Rielasingen-Worblingen · Singen · Steißlingen · Stockach · Tengen · Volkertshausen